# アルトヴィン

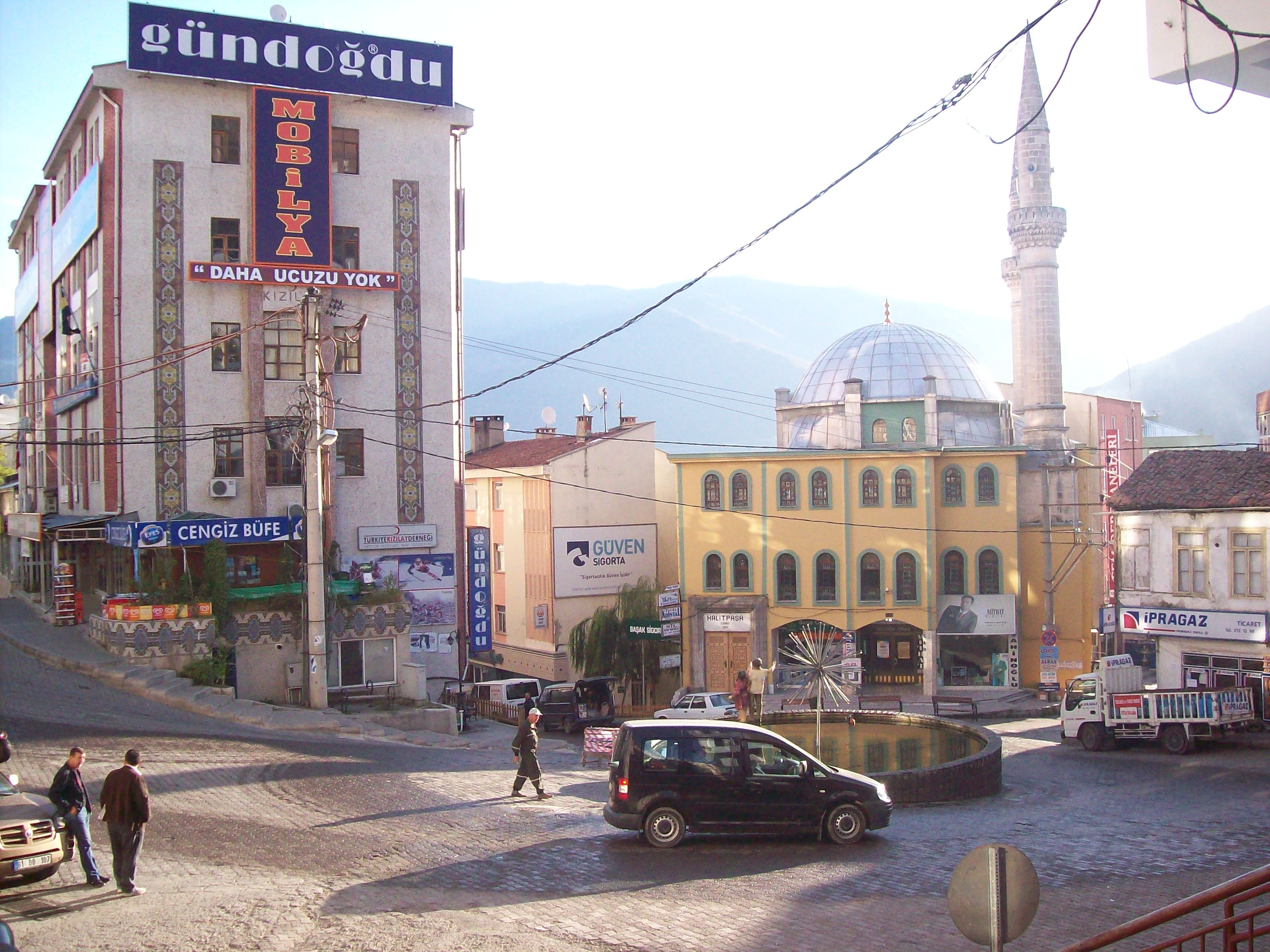
中心街

アルトヴィン（トルコ語: Artvin、グルジア語: ართვინი）は、トルコ北東部の都市で、アルトヴィン県の県都である。グルジアとの国境付近に位置し、メレヘヴィ川がチョルフ川に合流する。
2008年の国勢調査時点で2万3527人が暮らす。トルコ人やグルジア人のほか、非常に多様な民族が暮らす。

## 歴史
プロコピオスによると、アルトヴィンより上流のチョルフ川では船は航行できなかった。

## 地理
黒海地方と東アナトリア地方の両方に属する。一年を通じ多雨で、夏は黒海の影響で涼しくさわやかになる。

## 観光スポット
- 937年に築かれたアルトヴィン城（リヴァナ城）
- 1783年につくられたチェレビ・エフェンディの噴水
- 1792年に築かれたサリー・ベイ・モスク

郊外では山登りやトレッキング、ラフティングが楽しめる。

## 姉妹都市
- アハルツィヘ（ジョージア）
- オスロ（ノルウェー）
- バトゥミ（ジョージア）
- カサブランカ（モロッコ）